# Regering-Pierlot I
De regering-Pierlot I (22 februari 1939 - 16 april 1939) was een Belgische regering. Het was een coalitie van de BWP (70 zetels) en het Katholiek Blok (63 zetels). De regering volgde de regering-Spaak I op, die was gevallen door het verlaten van de liberalen. Op 23 februari 1939 legde premier Pierlot zijn regeringsverklaring af.
Deze regering viel echter ook snel, op 27 februari 1939. Koning Leopold III stelde daarop Eugène Soudan (BWP) aan als informateur met het oog op een tripartite regering met de socialist als premier, maar deze slaagde daar niet in. De liberalen weigerden in een regering te stappen en zagen liever nieuwe verkiezingen plaatsvinden. De socialisten en katholieken konden geen stabiele regering verderzetten, ook al wilden ze nieuwe verkiezingen vermijden. Op 6 maart werden uiteindelijk de Kamers ontbonden en verkiezingen voor 2 april 1939 uitgeschreven. De regering werd uiteindelijk opgevolgd door de regering-Pierlot II.

## Samenstelling
De regering telde 11 ministers: 3 voor de katholieken en 3 voor de socialisten. Daarnaast telde de regering vijf experts.
| Ambtsbekleder     | Ambtsbekleder | Ambtsbekleder                  | Functie                                            | Partij            |
| ----------------- | ------------- | ------------------------------ | -------------------------------------------------- | ----------------- |
|                   |               | Hubert Pierlot (1883-1965)     | Eerste Minister                                    | Katholiek Blok    |
| Minister Landbouw |               | Hubert Pierlot (1883-1965)     |                                                    | Katholiek Blok    |
|                   |               | Eugène Soudan (1880-1960)      | Minister Buitenlandse Zaken en Buitenlandse Handel | BWP               |
|                   |               | Hendrik Marck (1883-1957)      | Minister Verkeerswezen en Openbare Werken          | Katholiek Blok    |
|                   |               | August De Schryver (1898-1991) | Minister Justitie                                  | Katholiek Blok    |
|                   |               | Willem Eekelers (1883-1954)    | Minister Binnenlandse Zaken en Volksgezondheid     | BWP               |
|                   |               | Edgard Blancquaert (1894-1964) | Minister Openbaar Onderwijs                        | extraparlementair |
|                   |               | Camille Gutt (1884-1971)       | Minister Financiën                                 | extraparlementair |
|                   |               | Henri Denis (1877-1957)        | Minister Landsverdediging                          | extraparlementair |
|                   |               | Raoul Richard (1885-1962)      | Minister Economische Zaken en Middenstand          | extraparlementair |
|                   |               | Arthur Wauters (1890-1960)     | Minister Arbeid en Sociale Voorzorg                | BWP               |
|                   |               | Gaston Heenen (1880-1963)      | Minister Koloniën                                  | extraparlementair |